# 워프 앤 워프
《워프 앤 워프》(Warp & Warp, ワープ & ワープ)는 1981년 남코가 출시한 다방향 진행형 슈팅 아케이드 게임으로, 미국 내 제조 및 배급을 위해 Rock-Ola에는 《워프 워프》(Warp Warp)라는 이름으로 라이선스하였다. 이 게임은 나중에 MSX로 포팅되었다. 《워프맨》(Warpman)이라는 제목의 차기작은 1985년 패밀리 컴퓨터용으로 출시되었으며 추가적인 적 유형, 파워업, 개선된 그래픽스와 사운드가 포함되었다.

## 게임플레이
플레이어는 "몬스터 파이터"를 조정하여 혀를 내미는 우주 세계의 외계인 베로베로(Berobero)를 조준해야 하며, 이들이 플레이어를 건들게 해서는 안 된다. 한 줄의 같은 색의 베로베로 셋을 죽이면 신비의 외계인이 등장하는데 이 외계인을 죽이면 추가 포인트를 얻게 된다. 화면 가운데에 워프 존이 깜박이면(영어의 "WARP" 또는 일본어 가타카나 문구 ワープ로 표시됨) 몬스터 파이터가 미로 세계(Maze World)로 워프할 수 있으며 여기에서 시간 제한 폭탄으로 베로베로를 죽여야 한다. 이 지연은 얼마나 오래 플레이어가 버튼을 누르고 있는가에 따라 통제되지만 사살 시마다 폭탄은 더 강력해지므로 몬스터 파이터가 자폭하기 쉬워지며 이후 우주 세계로 귀환하게 된다.
일부 레벨에 파워업이 있을 수 있으며 플레이어가 폭발하는 총알을 쏘거나 적 외계인에게 폭탄을 직접 장착할 수 있게 한다. 그러나 우주 세계에 존재하는 폭발하는 총알은 미로 세계에서만 취할 수 있으며 미로 세계에서 적에게 폭탄을 장착하기 위한 파워업은 우주 세계에서만 등장한다. 아케이드 버전의 다인용 모드의 경우 플레이어가 컨트롤을 계속 바꿔주어야 하지만 패미컴 버전에서는 2명의 플레이어가 동시에 플레이할 수 있다. 1P가 흰색 워프맨을 컨트롤하고 2P가 오렌지색 워프맨을 컨트롤한다. 다인용 모드에서 다른 플레이어의 워프맨을 쏘면 일정한 시간 동안 발사나 이동을 불가능하게 만들어버린다.

### 점수제
아케이드 버전에서는 베로베로(ベロベロ), 패미컴 버전에서는 베무(ベム)라는 이름으로 등장하는 3명의 외계인이 있으며 같은 색의 외계인 셋을 죽이면 신비한 외계인이 등장한다. 세 유형의(패미컴 버전에서는 넷) 신비의 외계인이 있으며 이 중 3개의 오리지널 타입의 경우 각각 500, 1000, 2000점의 가치가 있다. 네 번째 유형의 신비의 외계인은 사망할 때 "EXTRA"라는 단어 중 한 글자를 남기며 다섯 글자를 모두 모아야만 추가 생명을 얻게 된다. 일반적인 외계인들을 죽일 때 보상을 받는 점수는 죽임을 당하는 화면의 위치에 따라 다르며 3개의 지역 중 각 지역마다 색이 바뀐다. 화면 가운데 가까이 있는 외계인들은 최고 점수(120)의 가치가 있으며 화면 가장자리에서 죽이면 최저 점수(60)을 받지만 중앙과 가장자리의 가운데에 있으면 90점을 받게 된다. 미로 세계에서 폭탄 하나로 여러 외계인을 죽이면 500점의 보너스를 받는다. 아케이드 버전에서 캐비넷이 초기화되거나 전원이 꺼지면 하이 스코어는 삭제되지만 패미컴 버전에서는 게임 초기화가 되더라도 하이스코어를 유지하지만 전원이 꺼지면 삭제된다.